# Melanie Klein
Melanie Klein (Wenen, 30 maart 1882 - Londen, 22 september 1960) was een Oostenrijks/Brits psychoanalytica.
Klein werd geboren in Oostenrijk en kwam via Duitsland naar Engeland, waar zij therapeutisch werk verrichtte met kinderen. Zij wordt beschouwd als een van de grondleggers van de objectrelatietheorie binnen de psychoanalyse.

## Splitting
Melanie Klein sprak over splitting. Het voorbeeld dat ze geeft om dit begrip te omschrijven is een kind dat onderscheid maakt tussen een goede moeder(borst) die je blij maakt en een slechte moeder(borst) die je verdrietig maakt. Op latere leeftijd komt het kind erachter dat het goede en het kwade allebei in dezelfde persoon vertegenwoordigd kunnen zijn.
- Bibsys: 90098970
- Biblioteca Nacional de España: XX1723038
- Bibliothèque nationale de France: cb11909838x (data)
- Catàleg d'autoritats de noms i títols de Catalunya: 981058596210006706
- CiNii: DA0068631X
- Gemeinsame Normdatei: 118562940
- International Standard Name Identifier: 0000 0001 2102 9118
- Library of Congress Control Number: n80040505
- Nationale Bibliotheek van Letland: 000007717
- Bibliotheek van het Japanse parlement: 00445860
- Nationale Bibliotheek van Tsjechië: jn20030808001
- Nationale bibliotheek van Australië: 35275022
- Nationale Bibliotheek van Israël: 987007263886205171
- Nationale Bibliotheek van Polen: a0000001225756
- Nationale en Universitaire bibliotheek Zagreb: 000175418
- Nederlandse Thesaurus van Auteursnamen: 070521395
- Réseau des bibliothèques de Suisse occidentale: 02-A003458515
- Istituto Centrale per il Catalogo Unico: RAVV017939
- LIBRIS: 193794
- SNAC: w68j2fkk
- Système universitaire de documentation: 026950707
- Trove: 892987
- Virtual International Authority File: 88346506
- WorldCat: E39PBJj8JRPyCXvK6Qk7BKfyVC